# Schineni (gmina Sascut)
Schineni – wieś w Rumunii, w okręgu Bacău, w gminie Sascut. W 2011 roku liczyła 705 mieszkańców.